# 青雲丸 (初代)
青雲丸（せいうんまる）は、航海訓練所が運用していた航海練習船。本項目では、1968年に就航した初代を取り扱う。  

## 概要
1968年、青雲丸_(初代)として、日本鋼管鶴見造船所で建造された。  
1997年、用途廃止

## 設計
耐航性と安全の確保を計るとともに船舶技術革新の現状と今後の動向を考慮に入れて、運航設備、教育施設などの近代化や、実船実験設備の充実を図り、今後の海運情勢に充分対応できるよう可能な限り配慮して艤装設計が行われた。
- 商船大学、商船高専の学生および商船高等学校の生徒等を収容し、実習訓練を施し、併せて船舶の運航技術を研究することを目的とする

- 実習の効率化、特に多人数教育を有効に実践するための機能を拡充する→ビデオテープレコーダ、閉回路テレビ

- 長期にわたる航海訓練に仕様のないよう、保健衛生上適切な施設に整備する→全船冷暖房化、実習生用と部員用の休憩室、教室と兼用としない実習生用食堂

- 実船実験のための装備・配慮→新高張力鋼の部分的な採用、ディーゼル発電機室の分離による防振、防音対策、プロペラ軸中空加工、中間軸"Ｇ"測定、新型補機の採用、新防汚防錆塗料の一部試験的な塗装、データの"実験用グループパネル"に多ペン記録[3]。サイドスラスターの装備、揚錨機等の遠隔操縦装置、ミリ波レーダ、ビデオテープレコーダ、閉回路テレビ、レーザ測距装置、プロセスコンピュータの装備、タービン機関の実習用としてタービン発電機室の装備、プロセスコンピュータHOC-34NSは計画航行操船の自動化、座礁・衝突防止の一部、主機関の管理計算と積付計画計算が可能[6]